# Цей негідник Сидоров
«Цей негідник Сидоров» (рос. «Этот негодяй Сидоров») — білоруський радянський художній фільм 1983 року режисера Валентина Горлова.

## Сюжет
Альоша Сидоров в міському літньому таборі з краєзнавчим ухилом. Прочитавши характеристику на Альошу, всі мають його за лобуряку і хулігану. А Альоша, талановитий хлопчина, автор кумедних буриме і карикатур, був поблажливий і ввічливий…

## У ролях
- Владислав Галкін
- Віктор Фокін
- Таня Мартинова
- Марія Барабанова
- Валерія Лиходій
- В'ячеслав Новик
- Сергій Арцибашев
- Марина Шиманська

## Творча група
- Сценарій:
- Режисер: Валентин Горлов
- Оператор: Юрій Елхов
- Композитор: Володимир Давиденко